# Дубровник (шахматный комплект)

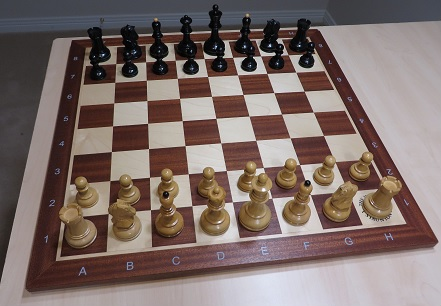
Набор шахмат Стаунтон, Дубровник, 2014 г.

Шахматный комплект «Дубровник» — комплект шахматных фигур, созданный под влиянием шахмат Стаунтона и используемый для игры в шахматы. Считается, что эти шахматные фигуры имеют большое историческое значение и являются вневременной классикой дизайна. На протяжении десятилетий дубровницкие шахматные фигуры несколько раз переделывались.

## Комплект «Дубровник» 1950 г
В 1950 году прошла 9-я Шахматная Олимпиада, организованная ФИДЕ и правительством Югославии при поддержке Иосипа Броз Тито. Олимпиада проходила в городе Дубровник (современная Хорватия) с 20 августа по 11 сентября 1950 года. Шахматы являются важной частью культуры Дубровника, первое упоминание о них датируется 1422 годом. В Олимпиаде приняли участие 84 шахматиста из 16 стран, сыгравших в общей сложности 480 партий. Золотую медаль завоевала команда Югославии, серебро досталось Аргентине, а бронза — ФРГ.
В 1949 году руководство Олимпиады заказало шахматные фигуры нового стиля. Художник и скульптор Перо Почек был привлечен к разработке олимпийских шахматных фигур.Изделия были изготовлены в Субожане в Суботице, Югославия .
Шахматные фигуры были представлены без религиозных символов. Фигуры были разработаны для игры с широкими основаниями, требующими минимум 55 миллиметров на каждой клетке шахматной доски. У них были зеленые войлочные ползунки, и они не были утяжелены. Доска была войлочной с металлическим значком на внутренней стороне коробки с надписью «IX. šah olimpijada Dubrovnik, Jugoslavija» (9-я шахматная олимпиада в Дубровнике, Югославия). Доска была необычайно большой: каждая клетка занимала 60 миллиметров. Было изготовлено около 50 шахматных наборов, причем оригинальные наборы либо невозможно, либо очень сложно найти или купить.
В одном из радиоинтервью Бобби Фишер сказал: «Этот [комплект] — лучший, на котором я когда-либо играл. Он изумителен». Фишеру принадлежал набор шахмат «Дубровник» 1950 года, который он хранил в закрытом сейфе. Впоследствии этот набор был продан складской компанией для оплаты просроченного счета за хранение. Набор был возвращен Фишеру коллекционером после того, как тот запросил его для матча-реванша 1992 года между Фишером и Спасским, который проходил в Свети-Стефане.

## Разновидности
Дизайн «Дубровника» повлиял на создание нескольких вариантов шахмат с разными названиями, включая, помимо прочего, Загреб и Югославию. Эти варианты шахматных наборов часто имеют наконечники разного цвета на королях и ферзях, в то время как в оригинальном Дубровнике наконечники слонов были разного цвета. Кроме того, в шахматах используются отличные от Дубровника спецификации.
В 1960-х годах в мастерской мастера Якоповича в Загребе была создана и произведена переработанная версия Андрия Мауровича, известного хорватского карикатуриста, писателя и шахматиста. Бобби Фишера часто снимали и фотографировали с его собственным набором шахмат «Дубровник» 1970 года, который позже был украден. Наиболее явные изменения в дизайне можно наблюдать у коней с упрощенной резьбой, а у ферзей было всего пять насечек в короне против исходных одиннадцати.

## Современные производители
Несмотря на низкое качество, пластиковые копии этого комплекта сохраняют популярность в Восточной Европе.
С 2014 года Дом Стаунтона предлагает деревянную копию одного из шахматных комплектов Дубровника 1970 года, которые были доступны в то время.